# Herald Sun
L'Herald Sun è un quotidiano di tipo tabloid fondato a Melbourne, capitale dello Stato di Victoria.
È il quotidiano con la seconda più alta circolazione in tutta l'Australia, secondo solo al The Daily Telegraph di Sydney.